# SS Monrovia
Monrovia fue un buque de carga de 7.067 toneladas construido en 1943 por Lithgows Ltd, Glasgow, Reino Unido como Empire Falstaff para el Ministerio de Transporte de Guerra (MoWT). En 1945, fue transferido al gobierno francés y rebautizada como Comandante Mantelet. Fue vendido al servicio comercial en 1950 y rebautizada como Commandant le Bilboul. En 1954, fue vendido a una empresa liberiana y rebautizado como Monrovia, en servicio hasta 1959, cuando chocó con otro barco en el lago Hurón, Estados Unidos, y se hundió.

## Hundimiento

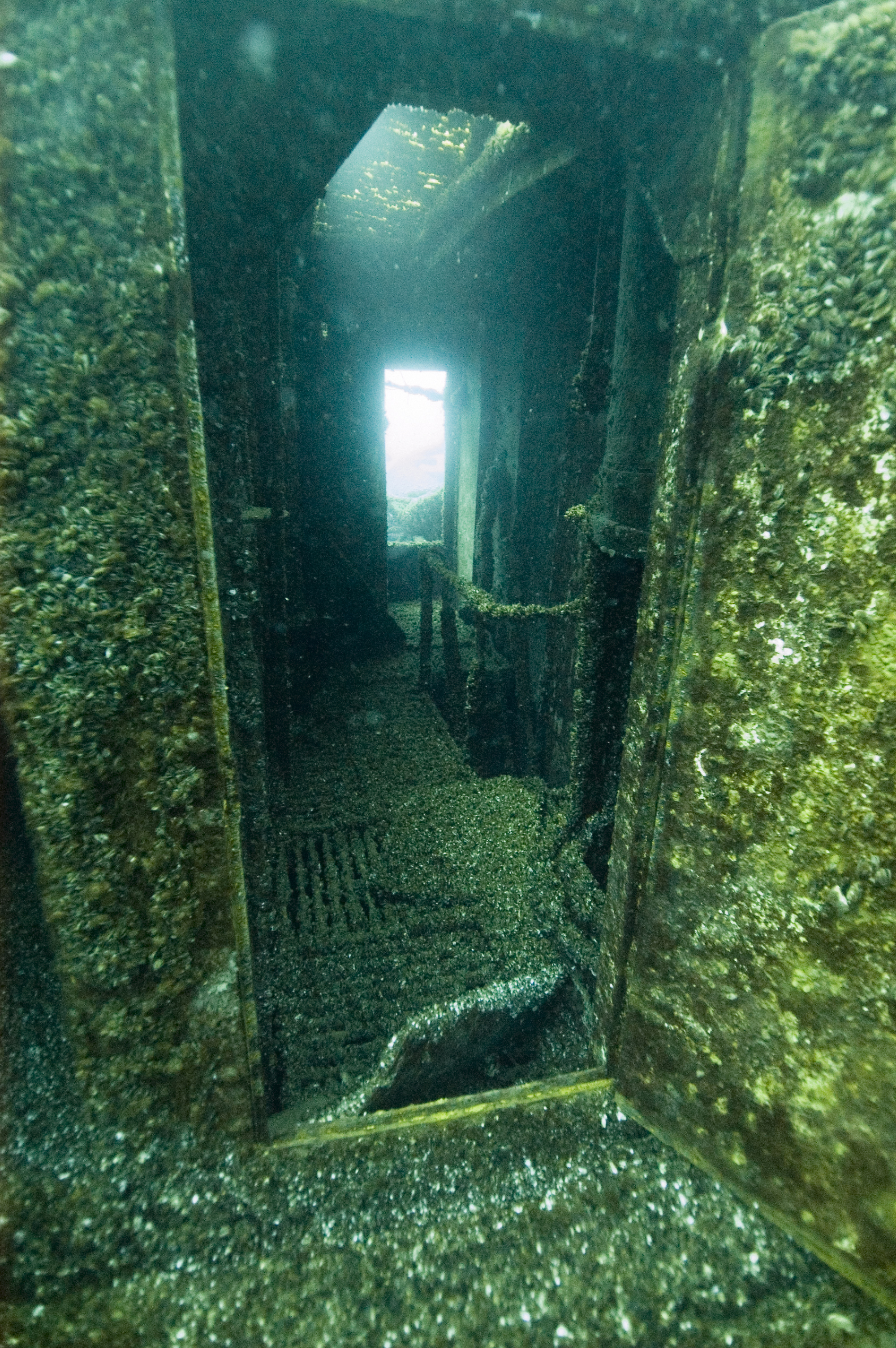
Pecio del Monrovia

En 1954, el Commandant le Bilboul fue vendido a Eastern Shipping Corporation, Monrovia, Liberia y pasó a llamarse Monrovia. Se asignaron las letras de código ELOF. El 26 de mayo de 1959, fue embestido por el Royalston en el lago Hurón, a 11 millas náuticas (20 km) al norte de la isla Thunder Bay, Michigan, Estados Unidos ( 44°35′25″N 82°33′12″ W ) en medio de una niebla y se hundió. Estaba en un viaje desde Amberes, Bélgica a Chicago, Illinois, Estados Unidos. Su tripulación sobrevivió. Los restos del pecio se encuentran en posición vertical en aguas de 140 pies (43 m) de profundidad.